# کرم بلبل
کرم بلبل (انگلیسی: Kerem Bülbül؛ زادهٔ ۱۲ ژانویهٔ ۱۹۹۵) بازیکن فوتبال اهل آلمان است.
وی همچنین در تیم ملی فوتبال جوانان آلمان بازی کرده‌است.